# Folía

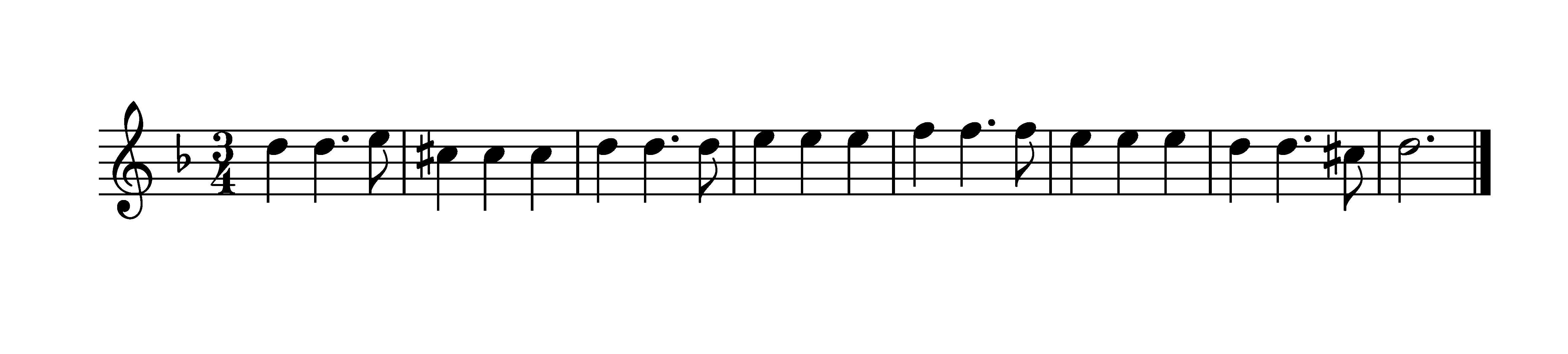
Motivo melódico de la Folía en su segunda etapa
—en re menor—.

La folía, también conocida como follia (it.), folie (fr.) o folia (port.) es un tema musical renacentista muy recurrente, de autoría anónima, que se presenta en dos formas: la "folía temprana" y la "folía tardía". Sobre la base armónica  de esta última se construyeron cientos de variaciones a partir de finales del siglo XVII.

## Historia

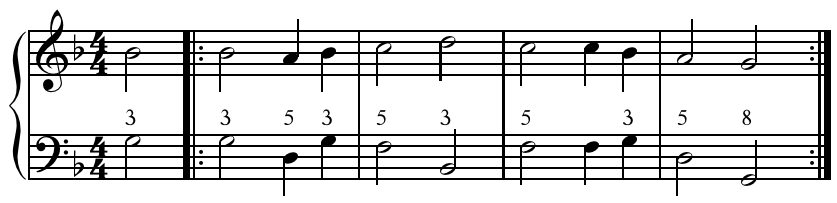
La Folía en su primera etapa.

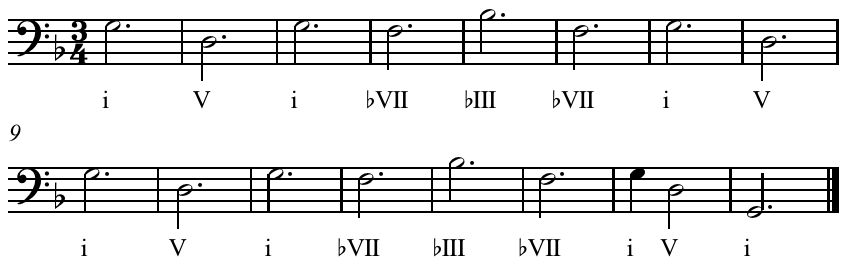
Esquema armónico de la Folía en su segunda etapa
—en sol menor— (variaciones de Lully).

La primera mención al término "folía" es la hecha por el dramaturgo portugués Gil Vicente, en su obra de teatro Auto de Sibilla Cassandra (1503), en la que se la menciona como una danza interpretada por pastores. Por su forma musical, estilo y etimología del nombre, se ha sugerido que la melodía surgió como una danza a mediados o finales del siglo XV, bien en Portugal o en la zona del viejo reino de León, o bien en el Reino de Valencia. Sebastián de Covarrubias en el Tesoro de la lengua castellana, describe la folía como una danza rápida y confusa, en la que los bailarines debían llevar sobre sus hombros a hombres vestidos de mujer. Respecto al tema musical que hoy conocemos bajo este nombre, una de estas folías más antiguas es la de "Rodrigo Martínez", de autor anónimo, registrada ya en el Cancionero de Palacio, que recoge numerosos villancicos de la época de los Reyes Católicos.
El esquema armónico de folía, (i)-V-i-VII-III-VII-i-V-(i), apareció en las fuentes musicales por lo menos un siglo antes de las primeras piezas fechadas llamadas "Folía", que son de finales del siglo XVI. Lo encontramos por primera vez a finales del siglo XV en fuentes de música vocal tanto de origen italiano (Cancionero de Montecassino, Cancionero Musical de Perugia, repertorio de las frottole) como español (principalmente en el Cancionero Musical de Palacio y, más tarde, en las ensaladas). Aunque aparezca en diferentes países bajo numerosas variantes que comparten las mismas características estructurales, no es posible establecer sobre la base de las fuentes musicales cuál fue el país de procedencia del esquema de folía. Tal como sugieren investigaciones recientes, tal esquema fue en origen el resultado de la aplicación de un proceso de improvisación y composición específico a simples melodías en modo menor. Por tanto, lo que se difundió por Europa a partir de finales del siglo XV, no fue un tema específico formado por una secuencia de acordes, sino una técnica de composición-improvisación que podía generar estas secuencias de acordes. Por esta razón, se encuentra el esquema de folía en tantas obras que tienen títulos y orígenes diferentes.
En la música renacentista y barroca occidental, se distinguen con claridad dos temas llamados "folía" en las fuentes musicales: un tema de folía temprana y un tema de folía tardía. La temprana, que aparece por primera vez en el manuscrito Ramillete de flores o colección de varias cosas curiosas, del autor español Antonio Martín y Coll a finales del siglo XVI, se basa prevalentemente en el esquema armónico i-V-i-VII-i-V / i-V-i-VII-i-V, aunque existan numerosas variantes significativas. Fue un tema muy popular, sobre todo en España, Italia y Francia, tal como demuestra su presencia en numerosas fuentes manuscritas e impresas, prevalentemente para guitarra.
La folía tardía, basada en el esquema armónico i-V-i-VII-III-VII-i-V  /  i-V-i-VII-III-VII-i-V-i, se asocia a la establecida en 1672 por Jean-Baptiste Lully. Tomando la folía tocada en España, Lully redujo el frenético ritmo de la danza para adecuarlo al gusto cortesano de Versalles, componiendo una pieza sosegada, perfectamente simétrica, en la que el tema principal era sometido a variación. En ese momento, pasó a conocerse como la Folía de España, al darle Lully ese nombre. Esta forma de la folía se hizo famosa entre los compositores, y se mantiene hasta la actualidad, habiendo sido especialmente popular durante el barroco y el clasicismo. La folía tardía, de esta manera, pasó a constar de una sucesión de tipos de acordes que da soporte a una línea melódica también típica, a saber, la melodía original. Sobre este esquema básico, los autores compusieron variaciones, respetando siempre la base armónica y melódica básica. Estos autores barrocos incluyen a Diego Ortiz, cuyo Recercada ottaua sobre la folia aparece en su Tratado de glosas.
Las versiones de la folía y sus variaciones han sido muchas, y van desde las 29 variaciones para clavecín de Alessandro Scarlatti hasta las 26 variaciones para orquesta sinfónica compuestas por Antonio Salieri, así como las Diferencias sobre las folias, de Antonio Martín y Coll, y las 32 couplets de folies, de Marin Marais. Otras variaciones célebres son las de Arcangelo Corelli (Sonata para violín op. 5, n.º 12) y Antonio Vivaldi (Sonata a tres op. 1, n.º 12). Otros autores simplemente incluyeron el tema principal en sus obras, como Georg Friedrich Händel, quien lo incluyó en la zarabanda de su Suite para clave en re menor, HWV 437 (que fue luego utilizada por Stanley Kubrick en su película Barry Lyndon) y Johann Sebastian Bach, que la incluyó en algunas cantatas.
En el siglo XIX, la popularidad de la folía disminuyó, pero en el siglo XX algunos compositores retomaron el interés por la misma. Es el caso de Serguéi Rajmáninov, en sus Variaciones sobre un tema de Corelli (1931) y Manuel María Ponce, con sus Variaciones y fuga sobre la folía de España, para guitarra.
En el siglo XXI, continúa el interés por la folía, como es el caso de Juan Erena, en sus Variaciones sobre la folía, para guitarra.

## La folía como danza popular
Además, la folía ha sobrevivido como danza popular en algunas regiones, como en las Islas Canarias, donde existen las llamadas folías canarias, de tempo lento, o en Brasil, donde la cultura afrobrasileña mantiene las llamadas Folia de Reis (Folía de reyes). Sin embargo, estas últimas no parecen mantener una clara relación con la folía clásica.
Igualmente en Venezuela persisten dos manifestaciones musicales con el nombre de "Fulía". La fulía costeña, de origen africano y teñida del mestizaje. Es de carácter responsorial, los instrumentos son el cuatro venezolano, tres tambores pequeños llamadas tamboritas de fulía que ejecutan una interesante polirritmia, charrasca u otros instrumentos idiófonos. Es usual que en medio de la pieza se interrumpa la música y hay un duelo de repentistas o contrapunteadores de décimas recitadas. Es una manifestación de carácter religioso, usualmente en el marco de las fiestas de cruz de mayo, o velorios de angelito. Las fulías de la costa negra son muy alegres y colectivas, aunque no se baila. 
Por otra parte, la "fulía cumanesa" (Cumaná es la capital del estado Sucre al oriente de Venezuela, y la primogénita del continente) es un canto pausado, mucho más lírico, acompañado de bandolín o bandola oriental, cuatro, guitarra, no suele llevar coros, y la armonía transita entre la tónica (en modo menor) y el relativo mayor. Su contexto también son los cantos a la cruz que en toda Venezuela se celebra en el mes de mayo (mes de la cruz).